# Sindersfeld
Sindersfeld ist ein Stadtteil von Kirchhain im mittelhessischen Landkreis Marburg-Biedenkopf.

## Geographie

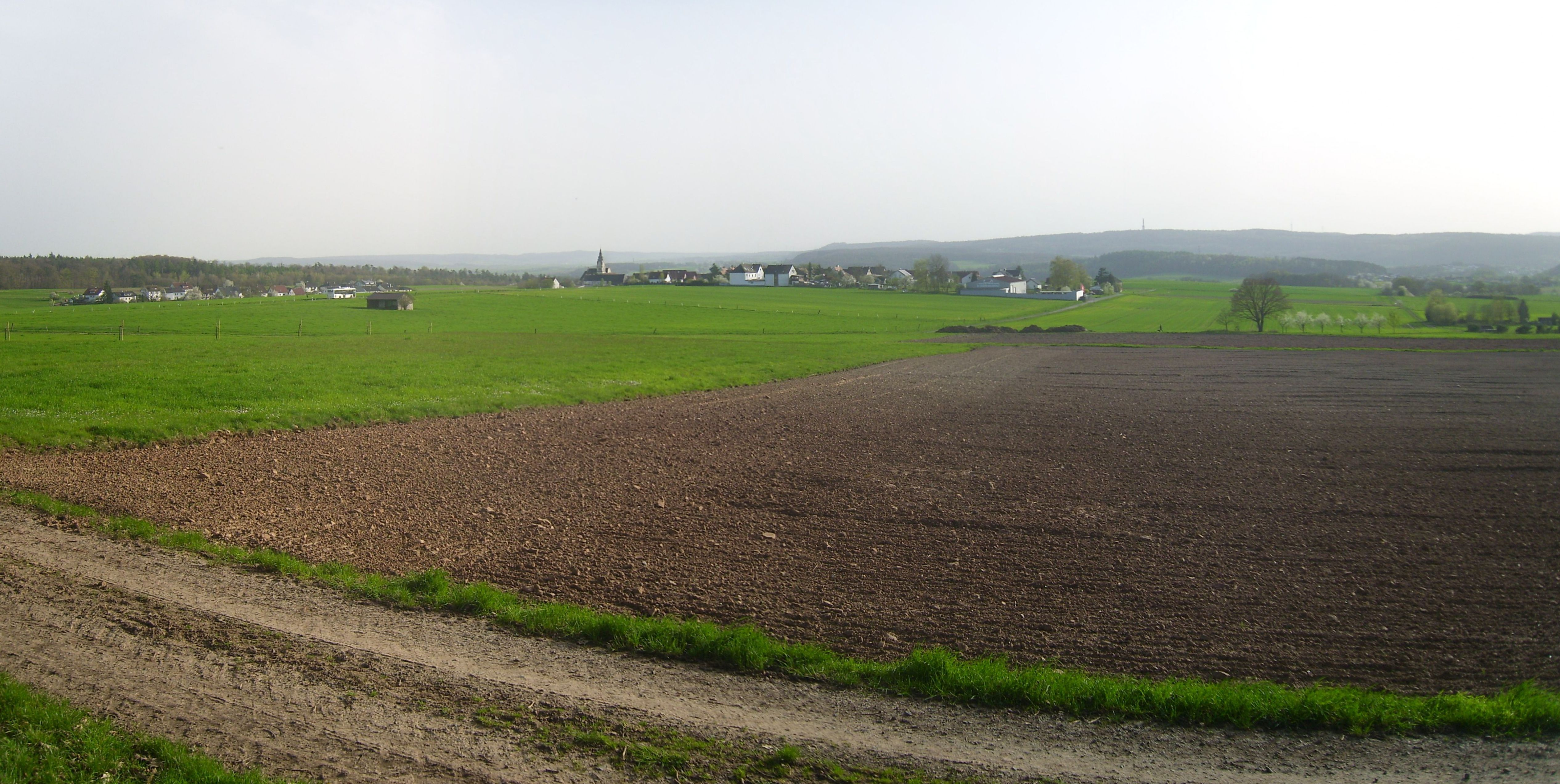
Sindersfeld von Norden, im Hintergrund die Lahnberge

Das Dorf liegt rund 7 km nordwestlich von Kirchhain an den südlichen Ausläufern des Burgwaldes. Die nördliche Grenze zu Sindersfeld bildet die Stadt Rauschenberg, im Süden von Sindersfeld liegt der Kirchhainer Stadtteil Anzefahr. Sindersfeld liegt auf einer Höhe von 280 m und zählt so mit den Dörfern Emsdorf, Burgholz und Himmelsberg zu den höchstgelegenen Punkten der Stadt Kirchhain.

## Geschichte

### Ortsgeschichte
Die älteste bekannte Erwähnung von 1241 als „Sindelasfelt“ erfolgte anlässlich einer Schenkung durch Dietrich von Sindersfeld an das Kloster Haina. Sindersfeld war 1267 hessisches Lehen und wurde später Bestandteil des mainzischen Amtes Amöneburg.
In erhaltenen Urkunden wurde Sindersfeld in der Folgezeit unter den folgenden Ortsnamen erwähnt (in Klammern das Jahr der Erwähnung): Sindelatsfelde (1254); Sindelagesfelt (1259); Sindelarsvelde (1264); Sindelosfelde (1289); Syndersfelden (1300); Synderatsfelde (1324); Sindirsfelde (1394); Symmersfeld (1500); Sindersfelden (1571).
Zum 31. Dezember 1971 wurde die bis dahin selbständige Gemeinde Sindersfeld im Zuge der Gebietsreform in Hessen auf freiwilliger Basis in die Stadt Kirchhain eingemeindet. Für Sindersfeld, wie für alle ehemals eigenständigen Stadtteile von Kirchhain, wurde ein Ortsbezirk gebildet.

### Verwaltungsgeschichte im Überblick
Die folgende Liste zeigt die Staaten und Verwaltungseinheiten, denen Sindersfeld angehört(e):
- vor 1803: Heiliges Römisches Reich, Kurfürstentum Mainz, Amt Amöneburg
- ab 1803: Heiliges Römisches Reich, Landgrafschaft Hessen-Kassel (durch Reichsdeputationshauptschluss), Fürstentum Fritzlar, Amt Amöneburg
- ab 1806: Landgrafschaft Hessen-Kassel, Fürstentum Fritzlar, Amt Amöneburg
- 1807–1813: Königreich Westphalen, Departement der Werra, Distrikt Marburg, Kanton Amöneburg
- ab 1815: Kurfürstentum Hessen, Fürstentum Fritzlar, Amt Amöneburg[6]
- ab 1821: Kurfürstentum Hessen, Provinz Oberhessen, Kreis Kirchhain[7][Anm. 2]
- ab 1848: Kurfürstentum Hessen, Bezirk Marburg
- ab 1851: Kurfürstentum Hessen, Provinz Oberhessen, Kreis Kirchhain
- ab 1867: Königreich Preußen, Provinz Hessen-Nassau, Regierungsbezirk Kassel, Kreis Kirchhain
- ab 1871: Deutsches Reich, Königreich Preußen, Provinz Hessen-Nassau, Regierungsbezirk Kassel, Kreis Kirchhain
- ab 1918: Deutsches Reich, Freistaat Preußen, Provinz Hessen-Nassau, Regierungsbezirk Kassel, Kreis Kirchhain
- ab 1932: Deutsches Reich, Freistaat Preußen, Provinz Hessen-Nassau, Regierungsbezirk Kassel, Landkreis Marburg
- ab 1944: Deutsches Reich, Freistaat Preußen, Provinz Kurhessen, Landkreis Marburg
- ab 1945: Amerikanische Besatzungszone, Groß-Hessen, Regierungsbezirk Kassel, Landkreis Marburg
- ab 1946: Amerikanische Besatzungszone, Hessen, Regierungsbezirk Kassel, Landkreis Marburg
- ab 1946: Amerikanische Besatzungszone, Hessen, Regierungsbezirk Kassel, Landkreis Marburg
- ab 1949: Bundesrepublik Deutschland, Hessen, Regierungsbezirk Kassel, Landkreis Marburg
- ab 1972: Bundesrepublik Deutschland, Hessen, Regierungsbezirk Kassel, Landkreis Marburg, Stadt Kirchhain[Anm. 3]
- ab 1974: Bundesrepublik Deutschland, Hessen, Regierungsbezirk Kassel, Landkreis Marburg-Biedenkopf, Stadt Kirchhain
- ab 1981: Bundesrepublik Deutschland, Hessen, Regierungsbezirk Gießen, Landkreis Marburg-Biedenkopf, Stadt Kirchhain

### Gerichte seit 1821
Mit Edikt vom 29. Juni 1821 wurden in Kurhessen Verwaltung und Justiz getrennt. Der Kreis Kirchhain war für die Verwaltung und das Justizamt Rauschenberg war als Gericht erster Instanz für Sindersfeld zuständig.
Nach der Annexion Kurhessens durch Preußen am 1. September 1867 die Umbenennung des bisherigen Justizamtes in Amtsgericht Rauschenberg. Das Amtsgericht Rauschenberg wurde 1932 geschlossen. Sein Bezirk ging im Bezirk des Amtsgerichts Kirchhain auf.

## Bevölkerung

### Einwohnerstruktur 2011
Nach den Erhebungen des Zensus 2011 lebten am Stichtag dem 9. Mai 2011 in Sindersfeld 381 Einwohner. Darunter waren 3 (0,8 %) Ausländer.
Nach dem Lebensalter waren 66 Einwohner unter 18 Jahren, 171 zwischen 18 und 49, 75 zwischen 50 und 64 und 66 Einwohner waren älter. Die Einwohner lebten in 147 Haushalten. Davon waren 33 Singlehaushalte, 36 Paare ohne Kinder und 66 Paare mit Kindern sowie 6 Alleinerziehende und 6 Wohngemeinschaften. In 33 Haushalten lebten ausschließlich Senioren und in 96 Haushaltungen lebten keine Senioren.

### Einwohnerentwicklung
| Quelle: Historisches Ortslexikon | |
| • 1585:                          | 14 Hausgesesse                                                                                         |
| • 1664:                          | 15 Hausgesesse                                                                                         |
| • 1747:                          | 114 Einwohner                                                                                          |
| • 1838:                          | 279 Einwohner (Familien: 29 nutzungsberechtigte, 11 nicht nutzungsberechtigte Ortsbürger, 3 Beisassen) |

| Sindersfeld: Einwohnerzahlen von 1834 bis 2019 | Sindersfeld: Einwohnerzahlen von 1834 bis 2019 | Sindersfeld: Einwohnerzahlen von 1834 bis 2019 | Sindersfeld: Einwohnerzahlen von 1834 bis 2019 | Sindersfeld: Einwohnerzahlen von 1834 bis 2019 |
| --- | ---------------------------------------------- | ---------------------------------------------- | ---------------------------------------------- | ---------------------------------------------- |
| Jahr |                                                |                                                |                                                | Einwohner                                      |
| 1834 | 1834                                           |                                                | 246                                            | 246                                            |
| 1840 | 1840                                           |                                                | 257                                            | 257                                            |
| 1846 | 1846                                           |                                                | 290                                            | 290                                            |
| 1852 | 1852                                           |                                                | 266                                            | 266                                            |
| 1858 | 1858                                           |                                                | 241                                            | 241                                            |
| 1864 | 1864                                           |                                                | 276                                            | 276                                            |
| 1871 | 1871                                           |                                                | 227                                            | 227                                            |
| 1875 | 1875                                           |                                                | 215                                            | 215                                            |
| 1885 | 1885                                           |                                                | 211                                            | 211                                            |
| 1895 | 1895                                           |                                                | 228                                            | 228                                            |
| 1905 | 1905                                           |                                                | 225                                            | 225                                            |
| 1910 | 1910                                           |                                                | 222                                            | 222                                            |
| 1925 | 1925                                           |                                                | 228                                            | 228                                            |
| 1939 | 1939                                           |                                                | 281                                            | 281                                            |
| 1946 | 1946                                           |                                                | 379                                            | 379                                            |
| 1950 | 1950                                           |                                                | 326                                            | 326                                            |
| 1956 | 1956                                           |                                                | 319                                            | 319                                            |
| 1961 | 1961                                           |                                                | 322                                            | 322                                            |
| 1967 | 1967                                           |                                                | 341                                            | 341                                            |
| 1980 | 1980                                           |                                                | ?                                              | ?                                              |
| 1990 | 1990                                           |                                                | ?                                              | ?                                              |
| 2000 | 2000                                           |                                                | ?                                              | ?                                              |
| 2011 | 2011                                           |                                                | 381                                            | 381                                            |
| 2015 | 2015                                           |                                                | 368                                            | 368                                            |
| 2019 | 2019                                           |                                                | 388                                            | 388                                            |
| Datenquelle: Historisches Gemeindeverzeichnis für Hessen: Die Bevölkerung der Gemeinden 1834 bis 1967. Wiesbaden: Hessisches Statistisches Landesamt, 1968. Weitere Quellen: ; Stadt Kirchheim:; Zensus 2011 |                                                |                                                |                                                |                                                |

### Historische Religionszugehörigkeit
| Quelle: Historisches Ortslexikon |                                                                                           |
| • 1861:                          | 2 evangelisch-lutherisch, ein evangelisch-reformierter, 259 römisch-katholische Einwohner |
| • 1885:                          | 4 evangelische (= 1,90 %), 207 katholische (= 98,10 %) Einwohner                          |
| • 1961:                          | 5 evangelische (= 1,55 %), 310 katholische (= 96,27 %) Einwohner                          |

### Historische Erwerbstätigkeit
| Quelle: Historisches Ortslexikon | |
| • 1838:                          | Familien: 15 Ackerbau, 14 Gewerbe, 9 Tagelöhner.                                                                                      |
| • 1961:                          | Erwerbspersonen: 172 Land- und Forstwirtschaft, 133 Produzierendes Gewerbe, 26 Handel und Verkehr, 20 Dienstleistungen und Sonstiges. |

## Politik
Für den Stadtteil Sindersfeld besteht ein Ortsbezirk mit Ortsbeirat und Ortsvorsteher nach der Hessischen Gemeindeordnung. Er umfasst das Gebiet der ehemaligen Gemeinde Sindersfeld.
Der Ortsbeirat besteht aus fünf Mitgliedern. Bei den Kommunalwahlen in Hessen 2021 betrug die Wahlbeteiligung zum Ortsbeirat 57,14 %. Alle Kandidaten gehörten der Liste „Gemeinwohl für Sindersfeld“ an. Der Ortsbeirat wählte Lothar Schmid zum Ortsvorsteher.

## Sehenswürdigkeiten

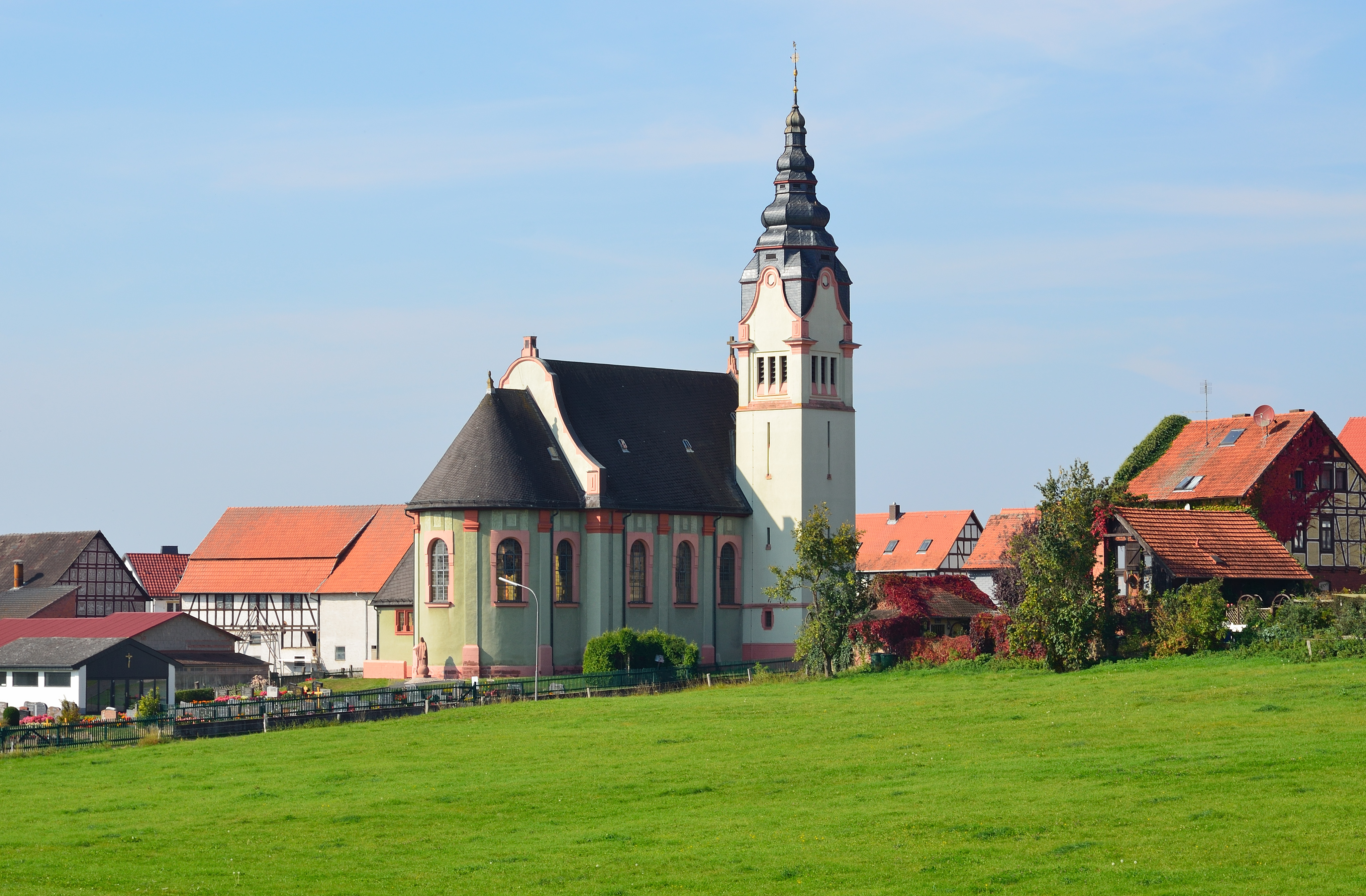
Pfarrkirche Sindersfeld

Die 1913 errichtete katholische Kirche ist weithin sichtbar und dürfte zu den interessantesten Kirchen in der Umgebung zählen. Die heutige Kirche wurde Anfang des 20. Jahrhunderts an Stelle einer Kapelle erbaut, über deren Aussehen heute nichts mehr bekannt ist. Die Kirche ist dem Heiligen Matthäus geweiht und gehört zu den wenigen Sakralbauten in dieser Gegend, die im Jugendstil errichtet wurden. In den letzten Jahren wurde das Gebäude innen und außen renoviert. Die helle großzügige Kirche zeigt in dem Medaillon über dem Hochaltar die Abnahme des Gekreuzigten vom Kreuz. Der Volksaltar wurde in den 1970er-Jahren aus Elementen der Kommunionbank errichtet.
Eine weitere Sehenswürdigkeit ist das Sindersfelder Sühnekreuz. Einer Sage nach sollen zwei Bauern in Streit geraten sein, in dessen Verlauf einer den anderen mit dem Pflugsech (früherer Teil eines Pfluges) erschlug. Das Sühnekreuz steht etwa 400–500 Meter nordöstlich des Dorfes am Waldrand.